# Joaquín Orth
Joaquín Orth Balschat (Syke, Alemania, 28 de abril de 1955) es un jinete mexicano que compitió en la modalidad de doma. Ganó tres medallas de bronce en los Juegos Panamericanos entre los años 1987 y 2003.

## Palmarés internacional
| Juegos Panamericanos | Juegos Panamericanos            | Juegos Panamericanos | Juegos Panamericanos |
| Año                  | Lugar                           | Medalla              | Categoría            |
| -------------------- | ------------------------------- | -------------------- | -------------------- |
| 1987                 | Indianápolis (Estados Unidos)   | Medalla de bronce    | Por equipos          |
| 1991                 | La Habana (Cuba)                | Medalla de bronce    | Por equipos          |
| 2003                 | Santo Domingo (Rep. Dominicana) | Medalla de bronce    | Por equipos          |